# Friedrich Maria Illert
Friedrich Wilhelm Johann Maria Illert (* 3. Juli 1892 in Worms; † 26. Juni 1966 ebenda; in der Literatur oft auch Friedrich M. Illert) war ein deutscher Kulturwissenschaftler, Archivar, Bibliothekar und Historiker, dessen Arbeitsschwerpunkt in Worms und dessen Umgebung lag.

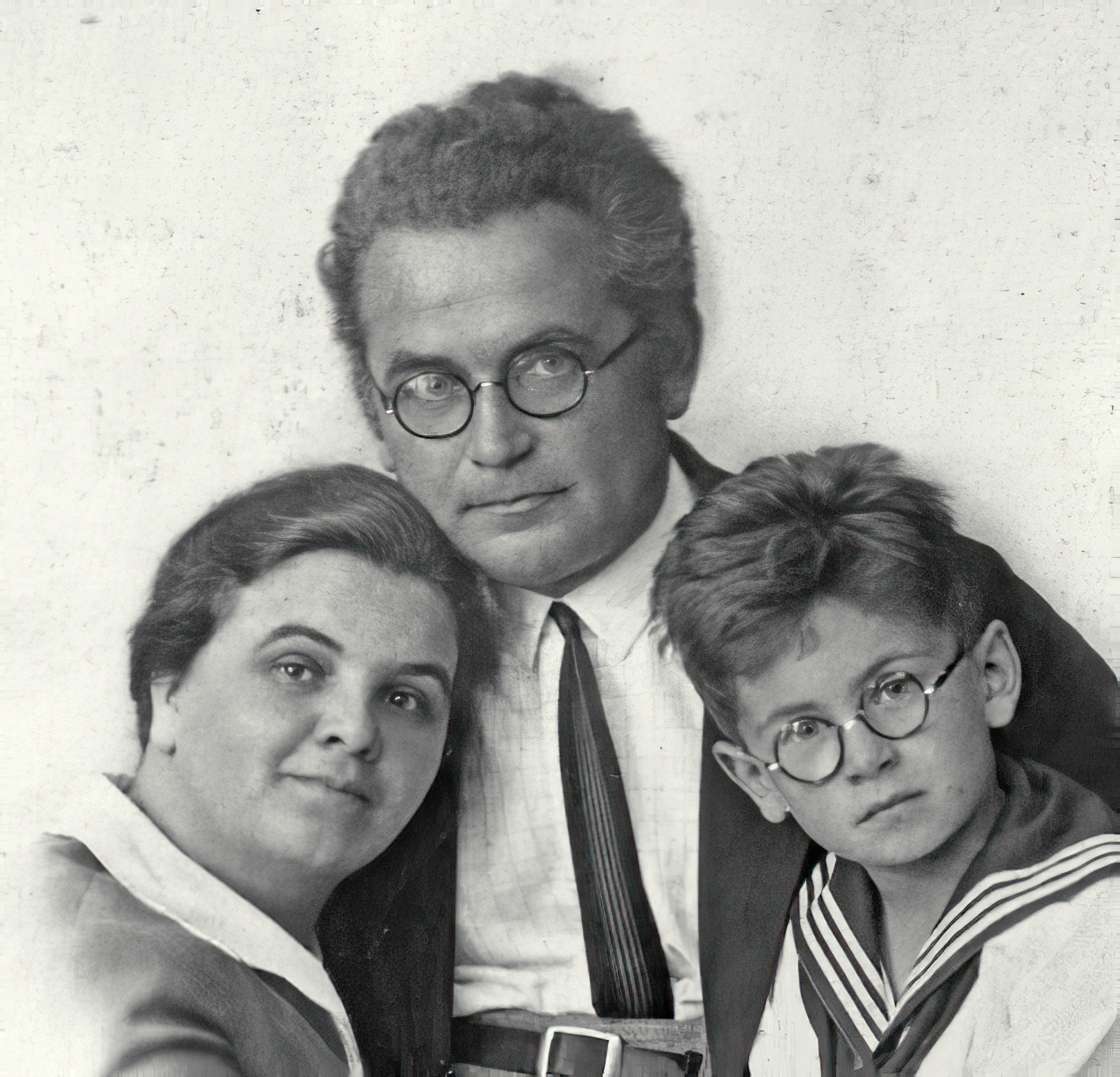
Fanny Illert, Friedrich Maria Illert und Georg Illert, ca. 1930

## Jugend und Ausbildung
Friedrich Maria Illert besuchte das „Großherzogliche Gymnasium“ in Worms und studierte anschließend in Heidelberg und München. Im Oktober 1914 wurde er zum Infanterie-Regiment 117 eingezogen und im Ersten Weltkrieg an der Westfront eingesetzt. Im September 1916 – er war inzwischen Vizefeldwebel – geriet er in französische Kriegsgefangenschaft. Erst im Januar 1920 wurde er entlassen. Er setzte das Studium fort, wurde wenige Monate später, im Juli 1920, promoviert und Assistent des Wormser Museumsleiters August Weckerling.

## Wirken

### Bis zum Ende des Zweiten Weltkriegs
Anfang 1921 wurden Friedrich Maria Illert Stadtbibliothek und -archiv seitens der Stadt als Zuständigkeiten übertragen, allerdings ohne dafür in der wirtschaftlich schwierigen Zeit eine angemessene Ausstattung zu erhalten. Durch seine Verbindung zu den Lederwerken Doerr & Reinhart – sein Vater war dort Prokurist – gelangte er erstmals an Sponsorengelder, mit denen er die Einrichtungen fortentwickeln und ausbauen konnte – z. B. eine Fahrbücherei. Zugleich publizierte er in großem Umfang. Die von ihm betreuten Einrichtungen entwickelte er überwiegend mit Drittmitteln, während die Stadt sich da eher schwer tat.
Sein Wirken in der Zeit des NS-Regimes gilt rückblickend als zumindest fragwürdig. Aus der Herrschaft des NS-Regimes zog er Vorteile und erhielt 1934 die Stellung des Leiters der vereinigten „Städtischen Kulturinstitute“ (Stadtarchiv Worms, Stadtbibliothek Worms, Museum im Andreasstift und städtische Gemäldegalerie). Nach dem Krieg kam noch die Volkshochschule hinzu. Bei deren Vereinigung unter seiner Führung gab er ihnen eine klare ideologische Note und die Entlassung seines Amtsvorgängers Erich Grill aufgrund des Gesetzes zur Wiederherstellung des Berufsbeamtentums, der als nationalkonservativ galt, erwähnte er anlässlich der Gründung dieser Vereinigung 1934 nicht. Er war allerdings auch nie Mitglied in der NSDAP.
Dem Nibelungenthema schenkte Illert besondere Beachtung. Er galt ab 1933 als eine der tragenden Säulen dieses ideologiegeschwängerten Themas. Dies nutzte er erfolgreich, um in der Wormser Kulturgeschichte eine tragende Rolle zu übernehmen. Er nutzte jede Gelegenheit, um Worms als „älteste Stadt Deutschlands“ und Mittelpunkt zahlreicher abendländischer Entwicklungen zu propagieren. Das tat er auch gerade im Bereich des Fremdenverkehrs. Zahlreiche dafür gedachte Broschüren über die Stadt Worms und einzelne ihrer Kulturdenkmäler stammen aus seiner Feder. Des Weiteren entwickelte Illert 1933 die Idee, in Worms ein vom Deutschen Reich gefördertes „Nibelungenjahr“ durchzuführen. Am 1. Mai 1934 erfolgte eine von Illert initiierte Eingabe der Stadt an die Regierung, 1936 eine „Nationalfeier des Reiches“ zu begehen. Illert verband damit die weitergehende Hoffnung, dass Worms auch Eröffnungsort der für 1936 geplanten Olympiade sein würde. Das „Nibelungenjahr“ wurde jedoch nie in der von Illert vorgesehenen Form umgesetzt. Die 1937 sich abzeichnende Umsetzung einer „Nibelungenwoche“ in Worms wurde unter anderen Vorzeichen in Planung gegeben. Illert verlor seine Rolle als tragende Säule der Idee.
Im Museum richtete er eine Restaurierungswerkstatt und eine Fotowerkstätte ein, die die Grundlage für das spätere Fotoarchiv des Wormser Stadtarchivs bildete. Das Archiv umfasste bereits 1952 etwa 50.000 Negative und stellt heute eines der bedeutendsten Fotoarchive in Rheinland-Pfalz und über die Landesgrenzen hinweg dar.
War Illert bis dahin mit zweifelhaften Motiven tätig, so wandelte sich sein Wirken in der Zeit ab dem Novemberpogrom. In Worms wurde die älteste deutsche Synagoge niedergebrannt und dabei auch der Bestand des im Jahre 1924 eingerichteten jüdischen Museums zerstört. Illert gelang es, das von der Gestapo beschlagnahmte, bis in das 16. Jahrhundert zurückreichende Gemeindearchiv wieder nach Worms zu bringen und zusammen mit anderem Material aus dem Stadtarchiv in einem der Domtürme zu verstecken. In diesem Versteck überstand das Archiv auch die Luftangriffe auf Worms im Zweiten Weltkrieg unbeschadet. Illert gelang es weiter, einen wichtigen Teil baulicher Reste aus der Ruine der Synagoge sicherzustellen und, wenn auch wenige, Reste der religiösen Gegenstände jüdischer Kultur daraus zu retten und in Sicherheit zu bringen. Am Erhalt des historischen jüdischen Friedhofs Worms soll er maßgeblich beteiligt gewesen sein. Auch gelang es ihm, den größten Teil der Bestände der Kultureinrichtungen vor den Luftangriffen in etwa 40 Depots auszulagern.
„Nebenher“ war Friedrich Maria Illert auch Kustos der Stiftung Kunsthaus Heylshof und des kirchlichen Dombauarchivs.

### Nach dem Zweiten Weltkrieg
Nach dem Einmarsch der US-Amerikaner am 20. März 1945 nahm Friedrich Maria Illert sofort Kontakt mit dem amerikanischen Stadtkommandanten auf und stellte sicher, dass er seine Arbeit fortsetzen und die Kunstschätze (weiter) sichern konnte. Außerdem veröffentlichte er sofort eine Broschüre in englischer Sprache, um auch den Angehörigen der Besatzungsmacht die große historische Bedeutung von Worms nahezubringen.
In seiner Funktion als Leiter der Wormser Kulturinstitute veranlasste Illert im Juni und Juli 1945 unter anderem, dass die Schäden in der nahezu vollständig zerstörten Wormser Innenstadt dokumentiert wurden.
Illert überstand den Umbruch 1945 unbeschadet und blieb Leiter der städtischen Kultureinrichtungen. Illert war nach dem Kriegsende eine der treibenden Kräfte, um die historische jüdischer Kultur in Worms wieder sichtbar zu machen. Zusammen mit dem im New Yorker Exil lebenden Isidor Kiefer, der vor dem Krieg das jüdische Museum verwirklicht hatte, trieb er den Plan voran, die 1938 zerstörte Synagoge wieder aufzubauen. Der Wiederaufbau wurde seit 1947 geplant, begann 1956 und endete 1961. Allerdings gab es heftigen Streit zwischen ihm und der Jewish Trust Corporation u. a. um den Verbleib des Wormser Machsor.
Auf Antrag von Friedrich Maria Illert und des Industriellen Ludwig von Heyl genehmigte die französische Besatzungsmacht den Verein „Wiederaufbauwerk Worms“. Die Organisation bestand bis in die 1990er Jahre unter dem Namen „Aufbauverein“.
Aus seinen amtlichen Funktionen schied Friedrich Maria Illert zum 31. Dezember 1958 aus – anderthalb Jahre nach der offiziellen Grenze für den Ruhestand.

### Wissenschaftliches Wirken
Friedrich Maria Illert hat ein umfangreiches Werk an Veröffentlichungen hinterlassen. Er vertrat die These, dass Worms historisch den Mittelpunkt Europas darstelle, was sich in Buchtiteln wie Im Kreuzpunkt der Weltstraßen. Eine Führung durch die Stadtmitte von Worms […] spiegelte.
Ab 1937 betrieb Friedrich Maria Illert das Vorhaben, in Worms in Zusammenarbeit mit der Universität Heidelberg ein Forschungsinstitut für Reichsgeschichte einzurichten. Unter den geänderten politischen Bedingungen sollte es nach dem Krieg ein Forschungsinstitut für abendländische Geschichte werden. Worms erhielt schließlich ein Institut für Geschichtliche Landeskunde als Ableger der Mainzer Akademie der Wissenschaften, das aber nur zwei Jahre Bestand hatte.
Friedrich Maria Illert war 1947 Gründungsmitglied der Gesellschaft für mittelrheinische Kirchengeschichte.

## Familie
Friedrich Maria Illert war Sohn von Georg Josef Illert (* 1859 in Worms; † 1937, ebenda), Prokurist der Lederwerke Doerr & Reinhart, und seiner Frau, Anna Barbara, geborene Huff (* 1867 in Worms; † 1947, ebenda). Die Familie war römisch-katholisch. Friedrich Maria Illert war seit 1921 mit Franziska Rosina (Fanny), geborene Neumayer (* 23. Februar 1890 in München; † 4. März 1955 in Worms), verheiratet. Ihr Sohn, Georg Anton Maria Illert (1925–1991), war Archäologe und folgte seinem Vater im Amt des Leiters der städtischen Kulturinstitutionen von Worms.

## Ehrungen
1959 erhielt Friedrich Maria Illert das Große Verdienstkreuz des Verdienstordens der Bundesrepublik Deutschland.
Die nach Friedrich Maria Illert benannte Dr.-Illert-Straße liegt im Wormser Stadtteil Leiselheim, in dem er in den Nachkriegsjahren Ortsvorsteher war.

## Veröffentlichungen
Neben den hier aufgeführten Veröffentlichungen hat Friedrich Maria Illert zahlreiche weitere Artikel für Zeitungen und Zeitschriften, Rezensionen, Beiträge und Begleitworte für andere Werke veröffentlicht und ist als Herausgeber tätig gewesen. Die kleineren Veröffentlichungen können hier nicht einzeln aufgelistet werden und sind überwiegend in den nachstehenden Bibliografien erfasst.

### Bibliografien
- Detlev Johannes: Bibliographie Friedrich M. Illert. In: Der Wormsgau 5 (1961–1962), S. 9–30.
- [Detlev Johannes]: Bibliographie Friedrich M. Illert. In: Der Wormsgau 8 (1967–1969), S. 107–108.

### Monografien
- Denkschrift über den gegenwärtigen Stand der Stadtbibliothek Worms und ihr weiteres Ziel. Stadtbibliothek Worms, o. J.
- Die Geschichte der Wormser Presse mit kulturhistorischen Fragmenten. Carl Buerchl, Worms 1913.
- Alt-Worms. Ein Stadtbild. Kranzbühler Gebr. Cnyrim, Worms 1925.
- Die Lederwerke Doerr und Reinhart, Worms. Ein geschichtlicher Rückblick. Worms 1926.
- zusammen mit Erich Grill: Worms am Rhein = Rheinische Städtebilder 1. [Fotografien von Curt Füller]. Worms 1926.
- Die Stadt und ihre Sehenswürdigkeiten. Kleiner Führer des Verkehrs Vereins. Fischer, Worms [um 1927].
- Neu illustrierter Führer von Worms und Umgebung. 7. Aufl. Worms 1928.
- Worms am Rhein. Deutschlands älteste Stadt. Füller, Worms 1929.
- Nibelungenstadt Worms am Rhein. Fischer, Worms [um 1930]. 2 Auflagen.
- Worms mit Stadtplan und Kunstbeilagen = Beckmann Führer. 6. Auflage. Weber, Heilbronn [um 1930].
- Offizieller Führer des Verkehrsvereins. Worms am Rhein und Umgebung. 8. Auflage. Herbst, Worms 1931. Neuauflage: 1935.
- Worms am Rhein. Deutschlands älteste Stadt. Kleiner Führer des Verkehrs-Vereins. Fischer, Worms [1931].
- Worms am Rhein. Fischer, Worms 1932.
- Der Lebensraum der Stadt Worms. Umrisse einer historischen Beurteilung der geopolitischen Lage der Stadt Worms. Rheinische Buchdruckerei Heinrich Fischer, Worms 1932.
- Worms am Rhein und der Wonnegau. 9. Auflage. Christian Herbst / Kranzbühler, Worms 1935.
- Worms, die alte Nibelungenstadt am Rhein. Verkehrsverein, Worms 1935.
- Liebenau. Geschichte einer Landschaft vor der Stadt. Worms 1936.[30]
- Museum der Stadt Worms. Führer durch die Sammlungen im Andreasstift. Fischer, Worms 1936.
- Nibelungenstadt Worms am Rhein. Verkehrsverein Worms, Worms 1936.
- Worms am Rhein und der Wonnegau = Herbstscher Führer. 9. Auflage. Herbst, 1936.
- Chronik der Stadt Worms. Hübsch, Berlin 1937.
- Der Dom zu St. Peter in Worms am Rhein. Kurzer Führer durch Bau und Geschichte. Herbst, Worms 1937. (Neuausgabe ca. 1960).
- Geschichte der Reformierten Gemeinde und der Friedrichskirche in Worms. Von den Anfängen bis zur evangelischen Union 1822 = Der Wormsgau, Beiheft 8). Stadtbibliothek Worms, 1939.
- Gruß der Heimat an Friedrich von Schoen zu seinem 90. Geburtstag am 22. Dezember 1939. Stadtbibliothek Worms, Worms 1940.
- Im Kreuzpunkt der Weltstraßen. Eine Führung durch die Stadtmitte von Worms mit einem Kalender der Reichsbegebenheiten in Worms. Norberg, Worms 1940.
- Frühere Entwürfe für die Verglasung der Westchorfenster. Stadtarchiv Worms, Worms 1942.
- Specula Vangionum. Ausblick auf das Forschungsgebiet des Wormser Raumes. O. O. 1944.
- Noteworthy and memorable facts about Worms. Stadtarchiv Worms, Worms 1945.
- 1846–1946. 100 Jahre Eisenhandlung Hermann Rauch. [Worms, 1946].
- Der Anspruch der Stadt Worms auf die Liebfrauenmilch. Von der Lagebezeichnung zur regionalen Weinbezeichnung. [1948].
- Ein Forschungs-Institut für abendländische Geschichte in Worms. Ein Projekt. Verfasst im Auftrag der Stadt Worms. Norberg, Worms 1948.
- Projet de création d'un institut de recherches d'histoire européenne á Worms. Projet, présenté au nom de la ville de Worms. Worms 1948.
- Der Wormser Dom. Kleiner Führer. 1949. (Neuausgaben: 1954, 1957, 1959, 1961).
- Bechtheim, Kleinod des Wonnegaues. Norberg, Worms 1950.
- Die alte Stadt. Bild und Schicksal der ehemals freien Stadt Worms. Norberg, Worms 1950.
- Frankenthal im geschichtlichen Bild des Rhein-Neckar-Raumes. Festvortrag bei der Feierstunde zum 375jährigen Jubiläum der Stadt Frankenthal am 29. Oktober 1952. Frankenthal 1952.
- Die Nibelungenbrücke in Worms am Rhein. Festschrift zur Einweihung und Verkehrsübergabe der neuen Straßenbrücke über den Rhein am 30. April 1953. Oberbürgermeister der Stadt Worms(Hg.). Fischer, Worms 1953.
- Kalender der Reichsgeschichte in Worms. Eine Zusammenstellung bedeutsamer politischer Daten durch 2 Jahrtausende. Worms 1953.
- 50 Jahre Meyer u. Keller, Konserven- und Kunsthonigfabrik, Import und Großhandel Worms a. Rh. Worms 1954.
- 100 Jahre Freiwillige Feuerwehr Worms. 1854–1954. [Worms 1954].
- Geschichte der Wormser Brauereien von ihren Anfängen bis zur Gegenwart. Stadtbibliothek Worms 1954.
- St. Paul zu Worms = Kunstführer 609. Schnell & Steiner, München 1954. (2. Auflage: 1978).
- Worms. Führer durch die Geschichte und Sehenswürdigkeiten der Stadt (Offizieller Führer des Verkehrsvereins Worms). Norberg, Worms 1954. (Neuausgabe 1969).
- The cathedral of Worms. A little guide. Norberg, Worms 1955. (Neuausgaben um 1958 und I960).
- Worms am Rhein. Norberg, Worms [um 1955]. (2 Ausgaben)
- Worms sur le Rhin. Worms [um 1955].
- Dähler. Herrenbekleidung Worms. Eine Festgabe für unsere Freunde und Kunden zum 50jährigen Geschäftsjubiläum. Norberg, Worms 1956.
- Daniel Wohlgemuth an seinem 80. Geburtstag gewidmet von seinen Freunden. Städtische Gemäldegalerie Worms, Worms 1956.
- Führer durch die Geschichte und Sehenswürdigkeiten der Stadt. Offizieller Führer des Verkehrsvereins, Worms e. V. Norberg, Worms 1956.
- Der rheinisch-pfälzische Raum als kunstgeschichtliche Einheit. Worms [ca. 1957].
- Festschrift zum 75jährigen Bestehen der Rudergesellschaft Worms 1883 e. V. Stadtverwaltung Worms, Worms 1958.
- Worms im wechselnden Spiel der Jahrtausende. Norberg, Worms 1958.
- 100 Jahre Volksbank Worms. Eine zeitgeschichtliche Betrachtung. Wormser Verlagsdruckerei, Worms 1960.
- Monumentum pietatis. Fünf festliche Tage der Einweihung der wiederaufgebauten Reformations-Gedächtniskirche zur Heiligen Dreifaltigkeit in Worms im Jahre 1959. 30. Oktober bis 3. November. Evangelische Dreifaltigkeitsgemeinde Worms (Hg.). Worms 1960.
- Liebfraumilch. Aus der Geschichte eines berühmten Weines. Eine Auslese aus Akten und Büchern = Festschrift zum 175-jährigen Jubiläum der Firma Peter Joseph Valckenberg, Worms, Norberg, Worms 1961.
- Stiftung „Freiherr Cornelius Wilhelm und Freifrau Sophie von Heyl zu Herrnsheim Kunsthaus Heylshof“ Worms. Kleiner Führer durch die Kunstsammlungen und den Schloßgarten. Stiftung Kunsthaus Heylshof, Worms 1961. (Neuauflage 1966).
- Worms on the Rhine. Small guide of the city of Worms. Guide of history and sights. Norberg, Worms 1964.
- Le Dom de Worms. Petit guide. Norberg 1965.
- Petit Guide. Le «Dom» Worms. Erich Norberg, Worms [1965?].

### Dissertation
- Skizze ueber die Entwicklung der literarischen Auffassung der Welt. Ein Beitrag zu dem Problem des Stiles in der Kunst = Philosophische Dissertation vom 24. Juli 1920. Maschinenschriftlich, München 1920.

### Aufsätze und Beiträge (Auswahl)
- 150 Jahre Wormser Zeitung 1776–1926. In: [Wormser Zeitung] (Hg.): 150 Jahre Wormser Zeitung 1776–1926. Eugen Kranzbühler, Worms 1926, S. 9–17.
- Worms am Rhein. In: Karl Esselborn: Hessen-Darmstadt. Brandstetter, Leipzig 1926. S. 430–433. [Auch als Sonderdruck erschienen]
- Worms am Rhein. In: F. Köhrer (Hg.): Das Land Hessen. Deutsche Verlags-Aktiengesellschaft, Berlin 1927, S. 125–129.
- About 140 years of winegrowing. The history of the House P. J. Valckenberg at Worms o. Rh. In: The wine and spirit trade record 1931.
- Das Ende von Maria-Münster. In: Der Wormsgau 1 (1926–1933), S. 16–21.
- Belegsammlung zur Wormser Kultur- und Kunstgeschichte. In: Der Wormsgau 1 (1926–1933), S. 28–30.
- Wormser Literatur 1920–1926. In: Der Wormsgau 1 (1926–1933), S. 30–33.
- Der Wendepunkt der Wormser Geschichte um 1800. Beiträge zur Geschichte des alten und neuen Worms. In: Der Wormsgau 1 (1926–1933), S. 130–142, 178–187.
- Worms und die Kurpfalz. Umrisse einer historischen Beurteilung der geopolitischen Lage der Stadt Worms. In: Der Wormsgau 1 (1926–1933), S. 329–339. (1932)
- Fürstbischof Franz Ludwig, der Erneuerer des Bistums Worms. In: Der Wormsgau 1 (1916–1933). 1932. S. 340–343.
- Die Ausgrabungen im Liebenauer Klostergebiet In: Der Wormsgau 1 (1926–1933), S. 354–359.
- Dokumente des Sparens, Erinnerungen aus dem alten Worms. In: Denkschrift zum 100jährigen Bestehen der Städtischen Sparkasse Worms. 1938.
- Regesten zur Geschichte des Domes unter Benutzung der Vorstudien von Eugen Kranzbühler. In: Rudolf Kautzsch und Gustav Behrens: Der Dom zu Worms 1 = Denkmäler deutscher Kunst, Berlin 1938.
- Bericht über die Ausgrabungen bei der ehemaligen Amanduskirche zu Worms. In: Der Wormsgau 2 (1934–1943), S. 88–89.
- Forum Germanum. Umrisse zur Geschichte der Wormser Königspfalz. In: Der Wormsgau 2 (1934–1943), S. 110–125.
- Zur Frage der Embede, Warbede und Wilbede. In: Der Wormsgau 2 (1934–1943), S. 189–190.
- Ein interessanter Kupferstich aus dem Jahr 1598. „D. Mart. Luther In Pathmo 1521“. In: Der Wormsgau 2 (1934–1943), S. 192.
- Die Reichsbedeutung der Stadt Worms. Hinweis auf die geographische Lage der Stadt und ihre Auswirkungen. In: Der Wormsgau 2 (1934–1943), S. 197–220.
- Pfeifermarsch, Gesellentanz und Stadtfahnen. In: Der Wormsgau 2 (1934–1943), S. 241–249.
- Das Königsportal des Wormser Domes. In: Der Wormsgau 2 (1934–1943), S. 258.
- Die Altarflügel des Wormser Domes aus dem 13. Jahrhundert. In: Der Wormsgau 2 (1934–1943), S. 259–260.
- Vor dem Ende der wehrhaften Stadtbefestigung. In: Der Wormsgau 2 (1934–1943), S. 312–313.
- Das Abenheimer Zunftschild im Museum der Stadt Worms. In: Der Wormsgau 2 (1934–1943), S. 314–315.
- Der Königschor des Wormser Domes. Versuch einer Deutung der Funktion des Westchores des Wormser Domes. In: Der Wormsgau 2 (1934–1943), S. 337–344.
- Neue Ausgrabungen am Adlerberg. In: Der Wormsgau 2 (1934–1943), S. 356–367.
- Ausgrabungen in der Flur „Hammelsbett“ (Lampertheim) . In: Der Wormsgau 2 (1934–1943), S. 371–374.
- Zur Frage des Königschores. In: Der Wormsgau 2 (1934–1943), S. 390.
- Cornelius Wilhelm Freiherr Heyl zu Herrnsheim. Ehrenbürger der Stadt Worms – Ehrenmitglied des Altertumsvereins Worms. Zu seinem hundertsten Geburtstag am 10. Februar 1943. In: Der Wormsgau 2 (1934–1943), S. 393–419.
- Das vergessene Bistum und Konsistorium. In: Aus der Enge in die Weite. Festschrift für G. Biundo = Blätter für pfälzische Kirchengesch. Und religiöse Volkskunde 19 (1952), Sonderheft, S. 107–111.
- Die Magnuskirche und der Beginn der Reformation. In: Die Magnuskirche. Festgabe. 1953.
- Worms et ses environs. In: Jacques Legros u. a.: Bords du Rhin, forêt-noire, pays Rhénans = Les Guides Bleus. Hachette, Paris 1953, S. 289–294.
- Der Dom zu Worms. In: Martin Gremm (Hg.): Der Kaiserdom zu Worms am Rhein und seine Pfarrgemeinde. Baum, Erolzheim 1955.
- Bockenheim und der Wormsgau. In: Festbuch aus Anlaß der Wiedervereinigung der Gemeinden Großbockenheim und Kleinbockenheim. 1956, S. 71–74.
- Der Wonnegau. In: Rheinhessen. Monographie einer Landschaft. 1958, S. 171–174.
- Worms am Rhein. In: Rheinhessen. Monographie einer Landschaft. 1958, S. 169–170.
- Die beiden Portale des Wormser Domes. Ein Hinweis auf die zeitgeschichtliche Interpretation. In: Jahrbuch für das Bistum Mainz 8 (1958/60), S. 347–351.
- Kaiserpfalz und Bischofshof in Worms. Der Wormsgau 3 (1951–1958), S. 136–148.
- Skizze der Entwicklung der Stadt Worms von der vorgeschichtlichen Zeit bis zum Hochmittelalter. In: Der Wormsgau 3 (1951–1958), S. 232–239.
- Probleme der Wormser Geschichtsforschung. Vortrag anläßlich der Eröffnungsfeier des Wormser geschichtlichen Forschungsinstituts der Akademie der Wissenschaften und Literatur am 30.11.1949. In: Der Wormsgau 3 (1951–1958), S. 1–7.
- Die beiden Machsor-Bände von 1272. In: Ernst Róth: Festschrift zur Wiedereinweihung der Alten Synagoge zu Worms. Ner Tamid, Frankfurt. M. 1961, S. 228.
- Kloster Lorsch. Geschichte und Schicksal. Eine Deutung an Hand der Gemälde Georg Beringers im Nibelungensaal des Rathauses. 1964, S. 32–35.[Anm. 2]
- Zeitgeschichte und Dombau. Ein Beitrag zur Frage der Datierung des Wormser Dombaues. In: Der Wormsgau 7 (1965/66), S. 9–36.
- Die Erzbischöfe von Trier und das Bistum Worms. In: Festschrift für Alois Thomas Trier. Bistumsarchiv Trier, Trier 1967, S. 189–198.

### Berichte
- Berichte: Der Altertumsverein 1914–1923. In: Der Wormsgau 1 (1916–1933)
- Berichte: Die Stadtbibliothek und das Stadtarchiv 1921–1925. In: Der Wormsgau 1 (1916–1933)
- Berichte: Die städtischen Sammlungen 1922–1925. In: Der Wormsgau 1 (1916–1933)

### Skripte
- Geschichte des Wormser Gerberhandwerks. Worms 1924. [Maschinenskript]. Worms 1924, 124 Seiten.
- Zur Geschichte der Familie Reinhart. [Maschinenskript]. Worms 1924, 36 Seiten.
- 75 Jahre Langenbach. Leipzig 1928. [Maschinenskript].
- Liebenau. Geschichte eines Klosters und einer Landschaft. [Maschinenskript], Worms 1928. 178 Seiten.
- Bericht über die im Auftrag von Ludwig Frh. Heyl zu Herrnsheim unternommenen Ausgrabungen im Kloster Liebenau. Teil 1: 1929, Teil 2 und 3: 1930. [Maschinenskript].
- Der Meisterspruch. Ein Wormser Handwerkerspiel. [Maschinenskript]. 1935.
- Maienzauber im Königsgarten zu Worms. Festliches Spiel. [Maschinenskript]. 1938.
- Worms, die Burg des Reiches. Ein Hörbild. [Maschinenskript] 1938.
- Weihnacht. Ein Wormser Weihnachtsspiel. [Maschinenskript] 1941.
- Der Wormser Raum. Neue Wege der südhessischen Forschung. o. O. [um 1947]. [Maschinenschriftlich, vervielfältigt].
- Geographisch-historische Materialien zur Frage der deutschen Ländergrenzen im Mittelrheingebiet. [Maschinenskript]. [1951].
- zusammen mit Ernst Gronbach u. Liesel Schneider: Chronik der evangelischen Magnuskirche, der Hochstiftklinik mit den Verzeichnissen der Magnus-Kirchenbücherei. [Maschinenschriftlich]. Frankfurt/M. 1964.

## Sekundärliteratur
- Gerold Bönnen: Geschichte der Stadt Worms. 2. Auflage. Theiss, Stuttgart 2015, ISBN 978-3-8062-3158-8.
- Georg Illert: Friedrich M. Illert zum 70. Geburtstag. In: Der Wormsgau 5 (1961/62), ohne Seitenzählung [S. 3–8].
- Fritz Reuter: Dr. Friedrich Maria Illert (1892–1966). Zu seinem 100. Geburtstag. In: Der Wormsgau 16 (1992–1995), S. 20–27.